# هيثر بيج
هيثر بيج (بالإنجليزية: Heather Begg)‏ هي مغنية أوبرا ومغنية نيوزيلندية، ولدت في 1 ديسمبر 1932، وتوفيت في 12 مايو 2009 بسبب ابيضاض الدم.

## وصلات خارجية
- هيثر بيج على موقع IMDb (الإنجليزية)
- هيثر بيج على موقع ميوزك برينز (الإنجليزية)
- هيثر بيج على موقع ديسكوغز (الإنجليزية)
- هيثر بيج على موقع قاعدة بيانات الفيلم (الإنجليزية)